# 人気者になる方法
『人気者になる方法』（にんきものになるほうほう、原題：英: How to Be Popular ）は、アメリカ合衆国の小説家メグ・キャボットが2006年に発表したヤングアダルト小説。
日本語訳は理論社から2008年に刊行された。

## あらすじ
主人公のステフは、嫌われ者。友達のジェイソンとベッカも影の薄い存在。そんなステフは、新学期を機にジェイソンのおばあちゃん家で見つけた例の本にしたがって人気者になる計画を立てる。

## 登場人物
ステフ・ランドリー
人気者に憧れる高校2年生、16歳。友達はジェイソンとベッカ。
マークに恋をしている。6年生の時、ローレンにチェリーコークをぶつけた事でローレンなどにいじめられている。ローレンから始まった「ステフなことしないでよ」のフレーズはみんなの愛用。
ジェイソン
ステフの親友。今度、ステフのおじいちゃんとジェイソンのおばあちゃんが結婚する。脱ぐとスゴい？
ベッカ
ステフの友達。趣味は、スクラップブック作り。ジェイソンの事が好き。
ローレン・モファット
学校を動かしている一軍のメンバー。ステフに6年生の時、チェリーコークをスカートにこぼされたことにいまだに根を持っている。マークと付き合っている。意地悪な性格。
マーク・フィンレー
学校の人気者。ローレンと付き合っている。ステフの憧れの人。ローレンの意地悪さにまだ気付いていない。